# 真田リサ
真田 リサ（さなだ りさ、1986年10月12日 - ）は、日本のAV女優。
身長:157cm。スリーサイズ:B92(G)・W59・H86。

## 略歴
2008年にAVデビュー。Gカップ（92cm）の巨乳の持ち主で、それにちなんだ作品に多く出演している。

## 出演作品

### アダルトビデオ
2008年
- ULTRA BIG TITS （4月11日、プレステージ）
- 就活女子大生面接 7 （4月11日、アップス）…オムニバス作品
- 新入社員お披露目 SOD社内スペシャル野球拳 （4月17日、SODクリエイト） ※「真中里佳」名義
- GAL'Z O'MANKO （5月1日、ワンズファクトリー）
- ヴァーチャル相互オナニー いっしょにイってね♥ （5月1日、ワンズファクトリー）…オムニバス作品
- WATER POLE 49 （5月1日、プレステージ）
- お金に困った私たちが爆乳ノーブラヒモパン喫茶を開いちゃいました （5月7日、カッコイイ!）
- 職業を持つ人妻たち 2.0 真田美緒（26）編 〜大手製菓メーカー勤務〜 （5月16日、マキシング） ※「真田美緒」名義
- 萌えあがる募集若妻 淫らに狂い出す身売りわかづま  94 りささん （5月23日、プレステージ）
- 個人水着撮影会でアイドルの卵と仲良くなって、セックスできるのか!? （6月5日、ROCKET）…オムニバス作品
- 渋谷タムロ 女子○生CLUB 合コンの性交術 02 （6月12日、プレステージ）
- BANQUISH vol.23 （6月21日、プレステージ）
- 生中出し素人モデル （6月27日、メディアステーション）
- ジガドリ★オナニー 14 （6月28日、ラハイナ東海）…オムニバス作品
- 卒業アルバムで一番かわいい学園一のマドンナの美裸がついに見れた!! （7月17日、SODクリエイト）…オムニバス作品 ※「沢村理子」名義
- MODEL CLUB CLASS A ver.21 （7月18日、silvia）…オムニバス作品
- Finger Job! 09 （7月18日、SEX Agent）…オムニバス作品
- 渋谷にあった歯科助手がギャルだらけのデンタルクリニック! （8月7日、GARCON）
- 夏休み特別企画! 真田リサの赤面羞恥指令ヒッチハイク （8月7日、Hunter）
- V&Rプロダクツ女子社員募集♥ これがAVメーカー女子社員の仕事だ!! （8月7日、V&Rプロダクツ） ※「真田理沙」名義
- ボイ〜ン女子寮 （8月29日（レンタル）／9月12日（セル）、LEO）…オムニバス作品
- 究極の妄想発明シリーズ第8弾 透明人間になれる薬 （9月4日、ROCKET）…オムニバス作品
- ミス ソフト・オン・デマンド 社内美人コンテスト 5 （9月18日、SODクリエイト） ※「真中里佳」名義
- 突然背後から美少女に手コかれちゃった僕。 （10月13日、アロマ企画）…オムニバス作品
- ラブリーボイン E!F!G!H!!&おまけのIカップ!!!! （10月31日（レンタル）／11月14日（セル）、LEO）…オムニバス作品
- 第1回 SOD女子社員 社内一斉抜き打ち びちょ濡れ下半身 高感度調査♥ （11月6日、SODクリエイト） ※「真中里佳」名義
- kawaii*女学園パラダイス♥ 美少女14人が学校でセックchu♥4時間 （11月22日、kawaii*） ※AVグランプリ2009 女優作品部門 エントリー作品
- デカ尻JKのピストン騎乗位DX （11月22日、アロマ企画）…オムニバス作品 ※AVグランプリ2009 フェチ部門 エントリー作品
- 女子校生の生綿パンティの脇からチ○ポ差し込んでそのまま発射 2 （11月25日、アロマ企画）…オムニバス作品
- MOODYZファン感謝祭 バコバコバスツアー2009 爆乳女優22名の乱交天国!! （12月13日、MOODYZ）

2009年
- 巨乳・爆乳 全身マッサージ vol.3 （1月16日、映天）…オムニバス作品 ※アダルトサイト「BoinBB」のDVD版
- 巨乳・爆乳 おっぱい接写 vol.1 （1月16日、映天）…オムニバス作品 ※アダルトサイト「BoinBB」のDVD版
- MOODYZファン感謝祭 裏バコバコバスツアー2009 本編未収録! AVアイドル16名の本気FUCK!! （2月1日、MOODYZ）…オムニバス作品
- リゾートスパレディのお仕事 （2月5日、SODクリエイト）
- 巨乳・爆乳 授乳手コキ VOL.4 （3月6日、映天）…オムニバス作品 ※アダルトサイト「BoinBB」のDVD版
- 巨乳・爆乳 パイズリ VOL.3 （4月3日、映天）…オムニバス作品 ※アダルトサイト「BoinBB」のDVD版
- 巨乳・爆乳 乳揉み VOL.7 （8月1日、映天）…オムニバス作品 ※アダルトサイト「BoinBB」のDVD版

### アダルトサイト
- BoinBB 真田リサ （BoinBB.com）